# Joseph Roth
Joseph Moses Roth (2. rujna 1894. Brody - 27. svibnja 1939. Pariz), austrijski pisac židovskog podrijetla. 1933. napušta Njemačku kada Hitler postaje kancelar. U njegovim djelima zastupljena je židovska tematika.